# Церковь Панагия Меландрина
Це́рковь Панаги́я Меландри́на (греч. Εκκλησία της Παναγίας Μελανδρίνας) — недействующая церковь Киренийской митрополии Кипрской православной церкви. Находится посреди кустарников и полей примерно в 2 км к западу от деревни Калограя (турецкое название Бахчели) на дороге Калограя-Кериния, недалеко от города Агиос-Амвросиос в Северном Кипре.
Данная церковь некогда была центром Монастыря Панагии Меландрины (греч. Ιερά Μονή Παναγίας Μελανδρίνας), который действовал до 1940 года; время его создания остаётся неизвестным. Из монастырского комплекса доныне сохранилась только церковь, построенная в XV веке.

## История
Построена, по всей видимости, в XV веке с одним пролётом. При этом Церковь могла быть построена на фундаменте более старого храма: археологические останки, рассеянные вокруг монастыря, свидетельствуют о наличии более раннего поселения. В дальнейшем перестраивалась. Название монастыря происходит от слов μέλι — «мёд» и δρυς — «дуб». Последние весьма распространены в этом регионе.
Во время османского периода в монастыре существовала школа, где преподавали греческий язык. До 1878 года дети деревни Агиос-Амвросиос, а также соседних деревень Калограйя и Трипемени обучались монахами монастыря Панагия Меландрин.
Историк искусств Камиль Энларт, посетивший монастырь в 1896 году, упоминает наличие настенных росписей с сильным западным влиянием. В настоящее время ни одна из фресок не сохранилась. Вся мебель церкви, включая прекрасный иконостас XVI века, не сохранилась.
В начале XX века монастырь пришёл в упадок. Последний монах этого монастыря по имени Анфим умер в 1940 году. Монастырь мог административно принадлежать к деревне Агиос-Амвросиос, но он также мог обслуживаться священниками деревни Калограя, которые также позаботились об нём. Помимо 15 августа (главного праздника монастыря), службы также проходили здесь 2 февраля на Сретение Господне.
После турецкого вторжения на Кипр в 1974 году церковь монастыря Панагия Меландрины была разгромлена и уничтожена турецкими захватчиками. Иконы были украдены, и иконостас был удален и уничтожен. Все религиозные принадлежности были украдены или уничтожены.
В мае 2012 года поступила заявка в ООН с просьбой предпринять срочные меры по спасению данной церкви от разрешения. Проект реконструкции церкви был профинансирован Европейским Союзом и осуществлялся с мая 2013 года ПРООН в партнерстве с Техническим комитетом по культурному наследию. Были проведены работы с целью здание церкви и предотвратить обрушение кровли. Чрезвычайные меры включали: общую очистку, удаление мусора и растительности из здания и внутри двора, укрепление разрушенной кладки для предотвращения её дальнейшего разрушения, контроль над органическим ростом, выемку грунта, сохранение древесины и укрепление стен и обеспечение временной крыши для предотвращения проникновения дождевой воды. Для достижения устойчивости церкви как внутри, так и снаружи, была установлена надлежащая опалубочная система, как снаружи храма, так и внутри. Она была установлена таким образом, чтобы помочь на следующем этапе полного восстановления Церкви. Была перекрыта крыша, чтобы защищать интерьер от дождя, воды, птиц или другого возможного ущерба. Были заделаны всех дыры и трещины.
20 июня 2014 года Технический комитет по культурному наследию объявил о завершении экстренных мер по спасению церкви Панагия Меландрины. Общая стоимость (включая дополнительные элементы безопасности, проектирование и работы) — 137 000 евро.
Церковная мебель была очищена и помещена обратно в исходное место, а также был отремонтирован алтарь. Также были отремонтированы участки садовых каменных стен, а в саду Церкви 25 февраля 2015 года во время церемонии, посвящённой окончанию восстановительных работ, были посажены оливковые деревья, чтобы создать «оливковую рощу во имя мира».

## Архитектура
Прямоугольная структура покрыта бочкообразным сводом, заключенным к востоку полусферической апсидой с пятисторонней внешней стеной. Структура поддерживается тремя контрфорсами в виде пилястров на каждой из длинных сторон. Пять летающих контрфорсов — это, без сомнения, более поздние периоды. Колокольня также является более поздним дополнением к церкви.